# Mid Glamorgan
Pour les articles homonymes, voir Glamorgan (homonymie).
Le Mid Glamorgan (appellation en anglais), ou Morgannwg Ganol (appellation en gallois), est un comté préservé du pays de Galles.
Érigé en zone de gouvernement local le 1er avril 1974 par le Local Government Act 1972, il conserve ce statut jusqu’au 31 mars 1996, date de son abolition par le Local Government (Wales) Act 1994. Toutefois, doté du statut de comté préservé depuis le 1er avril 1996 au sens de cette même loi, il garde un rôle essentiellement cérémoniel en tant que shrievalty et zone de lieutenance.

## Géographie

### Situation administrative
Le comté préservé du Mid Glamorgan est situé au sud-est du pays de Galles.
Depuis le 2 avril 2003, il comprend les zones principales des boroughs de comté de Bridgend, de Merthyr Tydfil et de Rhondda Cynon Taff. Il couvre aussi le borough de comté historique de Merthyr Tydfil, en vigueur entre 1908 et 1974, et pour partie, les comtés historiques de Brecon, du Glamorgan et du Monmouthshire, trois divisions administratives en vigueur entre 1889 et 1974.

### Territoires limitrophes
| Powys            | Powys                  | Powys           |
| West Glamorgan   | comté du Mid Glamorgan | Gwent           |
| Canal de Bristol | South Glamorgan        | South Glamorgan |

## Toponymie
Le comté tient son appellation du royaume de Glamorgan.

## Histoire

### Zone de gouvernement local (1974-1996)
Le comté du Mid Glamorgan est une zone de gouvernement local créée au 1er avril 1974 par le Local Government Act 1972 en tant que zone de gouvernement local de niveau supérieur à partir du borough de comté de Merthyr Tydfil, ainsi que, de façon partielle, les comtés administratifs de Brecon — une partie du district rural de Vaynor and Penderyn — du Glamorgan — le borough municipal de la Rhondda, les districts urbains d’Aberdare, de Bridgend, de Caerphilly, de Gelligaer, de Maesteg, de Mountain Ash, d’Ogmore and Garw, de Pontypridd et de Porthcawl, les districts ruraux de Llantrisant, de Llantwit Fardre et de Penybont, ainsi que des parties des districts ruraux de Cardiff, de Cowbridge et de Neath — et du Monmouthshire — les districts urbains de Bedwas and Machen et de Rhymney et une partie du district urbain de Bedwellty. D’après la loi, elle détient une assemblée délibérante dénommée conseil principal.
Son territoire comprend six zones de gouvernement local de niveau inférieur, dites « districts », définies à partir des territoires existants au moment de la publication du Local Government Act 1972 et dont les noms sont rendus officiels par le Districts in Wales (Names) Order 1973 : Cynon Valley, Merthyr Tydfil, Ogwr, Rhondda, Rhymney Valley et Taff-Ely,.

### Comté préservé (depuis 1996)
En raison d’une réorganisation des zones de gouvernement local, le comté du Mid Glamorgan est aboli au 31 mars 1996 d’après le Local Government (Wales) Act 1994, mais conserve une existence juridique en tant que comté préservé pour certaines fins. À ce titre, la loi de 1994 amende les limites du comté du Mid Glamorgan définies par le Local Government Act 1972 en retirant du comté préservé les communautés d’Ewenny, de Pentyrch, de St Bride's Major et de Wick, attribuées au South Glamorgan.
En novembre 2002, la Commission du tracé des limites de gouvernement local pour le pays de Galles présente un rapport, Review of Preserved County Boundaries, dans lequel elle suggère trois recommandations quant à la modification de limites de comtés préservés. À partir des conclusions du rapport, l’assemblée nationale pour le pays de Galles adopte le 1er avril 2003 un décret, le Preserved Counties (Amendment to Boundaries) (Wales) Order 2003, entré en vigueur le lendemain. Depuis lors, le comté préservé du Mid Glamorgan est défini à partir des zones principales que sont les boroughs de comté de Bridgend, de Merthyr Tydfil et de Rhondda Cynon Taff. Cependant, une seconde modification des limites du comté préservé est entérinée par le Preserved Counties of Powys and Mid Glamorgan (Changes in Area) Order 2010, un décret des ministres gallois du 11 janvier 2010 : une partie du comté préservé du Powys est à son sens transférée vers le comté préservé du Mid Glamorgan au 1er avril 2010,.

## Administration

### Conseil
Comme prévu par la loi de 1972, le comté est administré par un « conseil principal » appelé le Mid Glamorgan County Council. Dirigé par un président et un vice-président, il se compose de conseillers élus pour un mandat de 4 ans.
Des élections du conseil de comté se tiennent en 1973, en 1977, en 1981, en 1985, en 1989 et en 1993. Pour celles-ci, le territoire est divisé en 68 circonscriptions électorales à partir de 1973 et en 74 circonscriptions électorales à partir de 1989.

### Postes cérémoniels
Depuis 1974, deux postes honorifiques relèvent du Mid Glamorgan : le lord-lieutenant et le haut-shérif.